# Tiruvethipuram
Tiruvethipuram (o Tiruvettipuram, Tiruvetipuram, Tiruvattiyur, Cheyyar) è una suddivisione dell'India, classificata come municipality, di 35.172 abitanti, situata nel distretto di Tiruvannamalai, nello stato federato del Tamil Nadu. In base al numero di abitanti la città rientra nella classe III (da 20.000 a 49.999 persone).

## Geografia fisica
La città è situata a 12° 40' 0 N e 79° 32' 60 E e ha un'altitudine di 99 m s.l.m..

## Società

### Evoluzione demografica
Al censimento del 2001 la popolazione di Tiruvethipuram assommava a 35.172 persone, delle quali 17.481 maschi e 17.691 femmine. I bambini di età inferiore o uguale ai sei anni assommavano a 3.689, dei quali 1.796 maschi e 1.893 femmine. Infine, coloro che erano in grado di saper almeno leggere e scrivere erano 25.907, dei quali 14.221 maschi e 11.686 femmine.